# Municipio de Bale
El municipio de Bale (en inglés: Bale Township) es un municipio ubicado en el condado de Ransom en el estado estadounidense de Dakota del Norte. En el año 2010 tenía una población de 83 habitantes y una densidad poblacional de 0,89 personas por km².

## Geografía
El municipio de Bale se encuentra ubicado en las coordenadas 46°19′8″N 97°42′39″O / 46.31889, -97.71083. Según la Oficina del Censo de los Estados Unidos, el municipio tiene una superficie total de 93.28 km², de la cual 93,23 km² corresponden a tierra firme y (0,06 %) 0,05 km² es agua.

## Demografía
Según el censo de 2010, había 83 personas residiendo en el municipio de Bale. La densidad de población era de 0,89 hab./km². De los 83 habitantes, el municipio de Bale estaba compuesto por el 95,18 % blancos y el 4,82 % eran de una mezcla de razas. Del total de la población el 0 % eran hispanos o latinos de cualquier raza.